# Винтеринк, Антон
Антон Винтеринк (нидерл. Anton Winterink; 5 ноября 1914, Арнем — 6 июля 1944, Брюссель) — деятель антифашистского Сопротивления в Нидерландах, работавший на советскую разведку (сеть резидентур «Красная капелла»). Был женат на художнице Риек де Раат.

## Биография
До Второй мировой войны жил в Амстердаме, принимал активное участие в рабочем и коммунистическом движении. Был крупным функционером организации «Красная помощь» (она же МОПР, «Международная организация помощи рабочим») в Голландии. В том числе активно помогал беженцам из нацистской Германии.

### Красная капелла
Видный член Коммунистической партии Нидерландов Даниэль Гулуз посоветовал советскому разведчику Иоганну Венцелю своего однопартийца Винтеринка как потенциального агента. В 1938 г. тот создал в Голландии разведывательную сеть «Хильда», впоследствии включённую в «Красную капеллу». Радисты группы были обучены И. Венцелем в начале 1939 года в связи с подготовкой Германии к войне. С конца 1940 и до середины 1942 «Хильда» поддерживала двустороннюю связь с Москвой с помощью трёх раций. Одно время группа подчинялась Константину Ефремову.
18 августа 1942 г. Винтеринк был арестован зондеркомандой. Девять членов группы, у которых остались две рации, не были обнаружены и продолжали работу. Всего из группы Винтеринка арестовали семнадцать человек, а сам он был доставлен в Брюссель, где в течение двух недель подвергался интенсивным допросам.

### Радиоигра
В результате уже 22 сентября 1942 г. его рация начала посылать сообщения под контролем гестапо. Гестапо пыталось использовать радиопередатчик Винтеринка для радиоигр с Москвой, но неудачно, так как оставшиеся на свободе члены группы Винтеринка сообщили о провале в Москву. Так, когда летом 1943 г. немцы от имени Винтеринка запросили у Центра денег и сообщили адрес бывшего члена компартии, куда их следовало прислать; Москва, после нескольких уклончивых ответов, упрекнула лже-Винтеринка в том, что он послал адрес человека, который, по имеющимся сведениям, сотрудничает с гестапо.
В марте 1944 г. Центр приказал Винтеринку прекратить передачи к действующему сопротивлению.

## Смерть
Через 4 месяца Винтеринк был расстрелян.